# لويس يوسف
لويس يوسف ممثل مصري  ظهر في بداية الستينيات في فيلم «بنت الحتة» عام 1964، واستمر حتى نهاية القرن الماضي  وكان آخر أفلامه «أمن دولة» عام 1999 وكان مجموع أعماله 146 في السينما والتلفزيون. أدى الكثير من الأدوار الثانوية وكان دائمًا يظهر في دور القهوجي أو التمرجي.

## أهم أعماله
فيلم «أمن دولة» للمخرج نادر جلال عام 1999
فيلم «حارة برجوان» للمخرج حسين كمال عام 1989
فيلم «رجال لا يخافون الموت» للمخرج نادر جلال عام 1973
فيلم «قصة الحي الغربي» للمخرج عادل صادق عام 1979
فيلم «هارب من الزواج» للمخرج حسن الصيفي عام 1964

## وصلات خارجية
- لويس يوسف على موقع الدهليز
- لويس يوسف على موقع قاعدة بيانات الأفلام العربية
- لويس يوسف على الدهليز
- لويس يوسف على كاروهات